# Zmarli w czerwcu 2020

## Czerwiec 2020
- 30 czerwca
  - Ivo Banac – chorwacki historyk i polityk, minister środowiska (2003), szef Partii Liberalnej (2003–2004)[1]
  - Zbigniew Garwacki – polski wydawca[2]
  - Dan Hicks – amerykański aktor[3]
  - Aleksandr Kabanow – rosyjski piłkarz wodny i trener, złoty medalista olimpijski (1972, 1980)[4]
  - Stanisław Kondera – polski pilot, współorganizator i dyrektor Muzeum Przemysłu Naftowego i Gazowniczego im. Ignacego Łukasiewicza w Bóbrce[5][6]
  - Walter Nita – holenderski piosenkarz[7]
  - Wiktor Proskurin – rosyjski aktor[8]
  - Irena Szajner-Milart – polska lekarka, specjalistka w zakresie pediatrii i nefrologii, prof. dr hab.[9]
  - Wojciech Szlachetka – polski duchowny rzymskokatolicki, dyrektor Muzeum Archidiecezjalnego Sztuki Religijnej w Lublinie (2000–2004)[10]
  - Marek Żmuda – polski duchowny rzymskokatolicki, Honorowy Obywatel Strzegomia[11][12]
- 29 czerwca
  - Rudolfo Anaya – amerykański pisarz[13]
  - Javier Alejandro Gonzalez – meksykański bokser[14]
  - Jordan Groggs – amerykański muzyk hip-hopowy, członek zespołu Injury Reserve[15]
  - Hachalu Hundessa – etiopski piosenkarz, autor piosenek i więzień polityczny[16]
  - Piotr Kubowicz – polski aktor, śpiewak operowy, kompozytor i wokalista, członek kabaretu literackiego Piwnica pod Baranami[17][18]
  - Johnny Mandel – amerykański kompozytor muzyki filmowej i jazzu[19][20]
  - Ernesto Marcel – panamski bokser zawodowy, mistrz świata federacji WBA w wadze piórkowej[21]
  - Benny Mardones – amerykański piosenkarz[22]
  - Stanisław Opiela – polski jezuita, dziennikarz i publicysta, przełożony Niezależnego Regionu Rosyjskiego Towarzystwa Jezusowego[23]
  - Marian Orzechowski – polski naukowiec i polityk, rektor Uniwersytetu Wrocławskiego, minister spraw zagranicznych, członek Biura Politycznego KC PZPR[24]
  - Jerzy Owczaczyk – polski reżyser filmowy i telewizyjny[25]
  - Svend Aage Rask – duński piłkarz[26]
  - Carl Reiner – amerykański aktor, komik[27]
  - Dominik Szynal – polski matematyk, prof. dr hab.[28]
  - Ryszard Walkowiak – polski agronom, dr hab.[29]
- 28 czerwca
  - Kim Bridgford – amerykańska poetka[30]
  - Marián Čišovský – słowacki piłkarz[31]
  - Nikola Debelić – chorwacki dyrygent i dyplomata[32]
  - Louis Mahoney – brytyjski aktor[33]
  - Luciano Rondinella – włoski aktor i piosenkarz[34]
  - Florian Ryszka – polski farmaceuta, prof. dr. hab. n. med.[35]
  - Shen Jilan – chińska polityk, delegatka do Ogólnochińskiego Zgromadzenie Przedstawicieli Ludowych (1954–2020)[36]
  - Mimi Soltysik – amerykański polityk i muzyk, współprzewodniczący Socjalistycznej Partii USA (2013–2015)[37]
  - Józef Węglarz – polski zawodnik w slalomie i zjeździe kajakowym[38]
  - Yu Lan – chińska aktorka[39]
- 27 czerwca
  - Belaid Abdessalam – algierski polityk, minister, premier Algierii (1992–1993)[40]
  - Freddy Cole – amerykański piosenkarz i pianista jazzowy[41]
  - Linda Cristal – argentyńska aktorka[42]
  - Julian Curry – angielski aktor[43]
  - Marek Grinberg – polski fizyk, prof. dr hab.[44]
  - Jan Małuszyński – polski informatyk, prof. dr[45]
  - Giuseppe Matarrese – włoski duchowny katolicki, biskup[46]
  - Apolinary Pastuszko – polski żeglarz oraz autor literatury żeglarskiej[47][48]
  - Ilija Petković – serbski piłkarz, trener[49]
  - Mihai Romilă – rumuński piłkarz[50]
  - Rudolf Trunk – polski pianista, improwizator, dyrygent, organista i kierownik chóru[51]
  - Jan Tyczyński – polski oficer i działacz środowiskowy, pułkownik WP w stanie spoczynku, kawaler orderów[52][53]
- 26 czerwca
  - Kelly Asbury – amerykański reżyser filmów animowanych[54]
  - Krzysztof Domaradzki – polski architekt i urbanista[55]
  - Theo Foley – irlandzki piłkarz i trener[56][57]
  - Milton Glaser – amerykański grafik, ilustrator i twórca plakatów[58]
  - Abraham Green – izraelski działacz kombatancki i świadek holocaustu pochodzenia polsko-żydowskiego, przewodniczący Światowego Związku Żydów Zagłębia[59]
  - Edgard Lindgren – rosyjski kierowca wyścigowy[60]
  - Kazimierz Łuczak – polski dziennikarz i kierowca rajdowy[61]
  - William Negri – włoski piłkarz[62]
  - Viola Sachs – francuski profesor i specjalistka w zakresie literatury amerykańskiej pochodzenia polskiego, żona prof. Ignacego Sachsa[63]
  - Nikola Stojanović – jugosłowiański polityk i ekonomista, przewodniczący Komitetu Centralnego Związku Komunistów Bośni i Hercegowiny (1978–1982)[64]
  - Julianus Kemo Sunarko – indonezyjski duchowny katolicki, biskup[65]
  - Wojciech Szymański – polski dziennikarz i socjolog[66][67]
  - Ludwik Tomiałojć – polski zoolog[68]
- 25 czerwca
  - Suzana Amaral – brazylijska reżyserka i scenarzystka[69]
  - Robert Astorino – amerykański duchowny rzymskokatolicki i dziennikarz, założyciel agencji prasowej UcaNews[70]
  - Nimai Bhattacharya(inne języki) – indyjski pisarz[71]
  - Huey – amerykański raper[72]
  - Stefan Król – polski muzealnik, założyciel i dyrektor Muzeum X Pawilonu Cytadeli Warszawskiej[73]
  - Ogun Majek – nigeryjski aktor[74]
  - Emeka Mamale – kongijski piłkarz, reprezentant kraju[75]
  - Remigiusz Pik – polski gitarzysta basowy i wokalista, członek zespołu Shantymen[76][77][78]
  - Ionuț Popa – rumuński piłkarz i trener[79]
  - Marga Richter – amerykańska pianistka i kompozytorka muzyki klasycznej[80]
  - Hans Sleutelaar – holenderski poeta[81]
- 24 czerwca
  - Gösta Ågren(inne języki) – fiński poeta szwedzkojęzyczny[82]
  - Alfredo Biondi – włoski polityk, minister sprawiedliwości (1994–1995)[83]
  - Robert Carneiro – amerykański antropolog[84]
  - Jurij Diaczuk-Stawycki – ukraiński piłkarz i trener[85]
  - Marc Fumaroli – francuski historyk[86]
  - Adam Krzykwa – polski fotograf[87]
  - Mohammed Yaseen Mohammed – iracki sztangista, olimpijczyk[88][89]
  - Jane Parker-Smith – brytyjska organistka[90]
  - Claude Le Péron – francuski muzyk rockowy, basista[91]
  - Nilamber Dev Sharma(inne języki) – indyjski pisarz[92]
  - Luis Sorribas Moya – hiszpański piłkarz[93][94]
- 23 czerwca
  - Nikos Alefantos – grecki piłkarz i trener[95]
  - Erminia Bianchini – włoska superstulatka[96]
  - Radosław Chałupniak – polski duchowny i teolog rzymskokatolicki, profesor nauk teologicznych, wykładowca akademicki[97]
  - Bogdan Dudko – polski poeta, dziennikarz i animator kultury[98]
  - Nikołaj Fadiejeczew – rosyjski baletmistrz i choreograf[99]
  - Michael Falzon – australijski aktor i piosenkarz[100]
  - Bernhard Horstmann – polski przedsiębiorca, Honorowy Obywatel Wągrowca[101]
  - Zdzisława Kornacewicz-Jach – polski kardiolog, prof. dr hab.[102][103]
  - Bronisław Kortus – polski geograf, prof. zw. dr hab.[104]
  - Zygmunt Krzak – polski prehistoryk specjalizujący się w tematyce młodszej epoki kamienia i prahistorii świata, prof. dr hab.[105]
  - Włodzimierz Narczyński – polski działacz, trener i sędzia koszykarski[106]
  - Margarita Pracatan – kubańska piosenkarka[107]
  - Francisco Javier Prado Aránguiz – chilijski duchowny katolicki, biskup[108]
  - Patricio Rodríguez – chilijski tenisista[109]
  - Katrin Simper – niemiecka zawodniczka judo[110][111]
  - Lesław Skinder – polski dziennikarz sportowy[112]
  - Zdzisław Schmeidl – polski działacz konspiracji niepodległościowej w czasie II wojny światowej, kawaler orderów[113][114]
  - Wanda Śmielak-Korombel – polski kardiolog, dr hab.[115]
  - Liam Treadwell – angielski dżokej[116]
  - César Bosco Vivas Robelo – nikaraguański duchowny katolicki, biskup[117]
- 22 czerwca
  - João de Almeida – portugalski architekt i malarz[118]
  - Witold Baran – polski lekkoatleta, olimpijczyk (1964), rekordzista Europy w biegu na 1 milę[119]
  - Steve Bing – amerykański scenarzysta i producent[120]
  - Dick Buerkle – amerykański biegacz, olimpijczyk, rekordzista świata[121][122]
  - Waldemar Grzywacz – polski ekonomista, profesor zwyczajny nauk ekonomicznych, poseł na Sejm X kadencji[123][124]
  - Carlos Luis Morales – ekwadorski piłkarz i dziennikarz sportowy, polityk[125]
  - Harry Penk – angielski piłkarz[126]
  - David Pituch – amerykański saksofonista, historyk muzyki i pedagog[127]
  - Pierino Prati – włoski piłkarz[128]
  - Joel Schumacher – amerykański reżyser, scenarzysta i producent filmowy[129]
  - Marcin Turski – polski kierowca rajdowy[130]
  - Wacław Wasiak – polski inżynier, specjalista w zakresie opakowalnictwa, dyrektor generalny Polskiej Izby Opakowań, redaktor prasy branżowej[131][132]
- 21 czerwca
  - Piotr Alawdin – polski specjalista w zakresie budownictwa, prof. dr hab. inż.[133]
  - Pascal Clément – francuski prawnik, filozof, polityk, minister sprawiedliwości (2005–2007)[134]
  - Bernard Grupa – polski dyrygent i kierownik chóru, Honorowy Obywatel Gminy Sulechów[135][136]
  - Jürgen Holtz – niemiecki aktor[137]
  - Ivica Matešić – chorwacki pisarz i dziennikarz[138]
  - David Hugh Mellor – brytyjski filozof[139]
  - Paweł Michalak – francuski oblat i misjonarz pochodzenia polskiego, przełożony delegatury prowincjalnej Figuil[140]
  - Bobana Momčilović Veličković – serbska strzelczyni[141]
  - Mile Nedelkoski – macedoński poeta i pisarz[142]
  - Bernardino Piñera Carvallo – chilijski duchowny katolicki, arcybiskup[143]
  - Ahmad Radhi – iracki piłkarz[144]
  - Zeev Sternhell – izraelski historyk i politolog polskiego pochodzenia[145]
  - Julian Sutor – polski dyplomata, ambasador tytularny, dr hab.[146]
  - Frank Tømmervåg – norweski piłkarz[147]
  - Dennis Young – nowozelandzki rugbysta[148]
  - Ryszard Żyszkowski – polski kierowca i pilot rajdowy[149][150]
- 20 czerwca
  - Mario Corso – włoski piłkarz i trener[151]
  - Wiktor Czubarow – rosyjski aktor[152]
  - Ema Derossi-Bjelajac – jugosłowiańska polityk komunistyczna, prezydent Rady Wykonawczej (premier) Socjalistycznej Republiki Chorwacji (1985–1986)[153]
  - Svein Arne Hansen – norweski działacz sportowy, prezydent European Athletics (2015–2020)[154]
  - Marek Kazimierz Kamiński – polski historyk, prof. dr hab.[155]
  - Jim Kiick – amerykański futbolista[156]
  - Philip Latham – brytyjski aktor[157]
  - Pedro Lima – portugalski aktor[158]
  - Stanisław Łuczyński – polski zawodnik i sędzia zapaśniczy[159][160]
  - Aaron Tokona – nowozelandzki wokalista i muzyk rockowy[161]
- 19 czerwca
  - Cho Hae-il – południowokoreański pisarz[162]
  - Ian Holm – angielski aktor[163]
  - Halina Mortimer-Szymczak – polska ekonomistka, prof. zw. dr hab.[164][165]
  - Dumitru Munteanu – rumuński piłkarz[166]
  - Zbigniew Powada – polski duchowny rzymskokatolicki, ksiądz prałat, kapelan NSZZ „Solidarność”, kawaler orderów[167]
  - Carlos Ruiz Zafón – hiszpański pisarz[168][169]
  - Alina Danuta Wójcik – polska germanistka, redaktorka, autorka i współautorka słowników i rozmówek obcojęzycznych[170]
- 18 czerwca
  - Tibor Benedek – węgierski piłkarz wodny, trzykrotny mistrz olimpijski[171]
  - Isidro Brunet – hiszpański piłkarz[172]
  - Claus Biederstaedt – niemiecki aktor[173]
  - Siergiej Chruszczow – rosyjski inżynier, politolog i publicysta mieszkający w USA, syn Nikity Chruszczowa[174]
  - Michaił Ignatiew – rosyjski polityk i prawnik, prezydent Czuwaszji (2010–2020)[175]
  - Kossi Koudagba – togijski piłkarz[176]
  - Jerzy Kutkowski – polski plastyk, malarz i fotograf[177]
  - Vera Lynn – brytyjska wokalistka[178][179]
  - Ryszard Plewa – polski kajakarz[180]
  - Jules Sedney – surinamski polityk i ekonomista, minister, premier Surinamu (1969–1973)[181]
  - Noël Vandernotte – francuski wioślarz, brązowy medalista olimpijski (1936)[182][183][184]
- 17 czerwca
  - Marlene Ahrens – chilijska lekkoatletka, oszczepniczka[185]
  - Jean Brousseau – kanadyjski aktor[186]
  - Lewis John Carlino – amerykański reżyser i scenarzysta[187]
  - Arturo Chaires – meksykański piłkarz[188]
  - William C. Dement – amerykański psychiatra i fizjolog, znany z badań nad snem[189]
  - György Kárpáti – węgierski piłkarz wodny, trzykrotny mistrz olimpijski[190]
  - Andrzej Prochoń – polski polityk i rolnik, przewodniczący Samoobrony (2012), wieloletni sołtys wsi Kafar[191]
  - Jean Kennedy Smith – amerykańska urzędnik, dyplomata, siostra prezydenta Johna F. Kennedy’ego[192]
  - Mirosław Kotelczuk – polski klawiszowiec, członek zespołu Browar Łomża[193][194]
  - Petr Král – czeski poeta, tłumacz[195]
  - Teresa Kurpias-Grabowska – polska reżyserka i scenarzystka, założycielka i wieloletni dyrektor artystyczny Teatru Muzycznego Tintilo[196]
  - Fabrice Philipot – francuski kolarz[197]
  - Zofia Serwa – polska nauczycielka, pedagog i historyk, autorka publikacji metodologicznych[198]
  - Michael E. Soulé – amerykański biolog[199]
  - Willie Thorne – brytyjski snookerzysta[200][201]
  - Wanda Wejzgrowicz – amerykańska lekkoatletka, kulomiotka[202]
- 16 czerwca
  - John Benfield – brytyjski aktor[203]
  - Knut Bohwim – norweski reżyser filmowy, scenarzysta i aktor[204]
  - Valério Breda – włoski duchowny katolicki, biskup[205]
  - Roger Borniche – francuski pisarz i detektyw policyjny[206]
  - Eduardo Cojuangco Jr. – filipiński biznesmen i polityk[207]
  - Sławomir Dąbrowa – polski dyplomata i prawnik, ambasador, dr hab. nauk prawnych, wiceminister spraw zagranicznych (2002–2003)[208]
  - Włodzimierz Jakób – polski zawodnik podnoszenia ciężarów[209]
  - Stanisław Juraszek – polski menadżer w przemyśle celulozowo-papierniczym, kawaler orderów[210][211]
  - Józef Edward Mojski – polski geolog, geograf, geomorfolog, prof. dr hab.[212]
  - Patrick Poivey – francuski aktor[213]
  - Georgij Riabow – radziecki piłkarz[214]
  - Andrzej Samoraj – polski samorządowiec, burmistrz Drobina[215]
  - Maciej Szczepański – polski chirurg, specjalista chorób naczyń, prof. dr hab.[216][217]
  - Maria Szcześniak – polska dziennikarka i działaczka związkowa[218]
  - Dobrivoje Topalović – serbski piosenkarz[219]
  - Charles Webb – amerykański pisarz[220]
  - Eusebio Vélez – hiszpański kolarz[221]
- 15 czerwca
  - Lilia Dizon – filipińska aktorka[222]
  - Giulio Giorello – włoski filozof[223]
  - Marinho – brazylijski piłkarz[224]
  - Haroldo Rodas – gwatemalski polityk i dyplomata, minister spraw zagranicznych Gwatemali (2008–2012)[225]
  - Anton Schlembach – niemiecki duchowny katolicki, biskup[226]
  - Jan Serafiński – polski samorządowiec, burmistrz Warty (2002–2018)[227]
  - Kirk Smith – amerykański klimatolog[228]
  - Milovan Šogorov – jugosłowiański polityk i menedżer, przewodniczący Związku Komunistów Wojwodiny (1988)[229]
  - Moikom Zeqo – albański poeta i archeolog, minister kultury, młodzieży i sportu (1991)[230]
- 14 czerwca
  - Luce Douady – francuska zawodniczka wspinaczki sportowej[231]
  - Elsa Joubert(inne języki) – południowoafrykańska pisarka[232]
  - Noel Kelly – austraijski rugbysta, reprezentant kraju[233]
  - Mohammad-Ali Keshavarz – irański aktor[234]
  - Eva Kristínová – słowacka aktorka[235]
  - Pierre Lumbi – kongijski polityk, minister w różnych resortach[236]
  - Jarosława Majewska – polska sędzina, sędzia Sądu Najwyższego[237][238]
  - Aarón Padilla – meksykański piłkarz[239]
  - Haroldo Rodas – gwatemalski ekonomista i dyplomata, minister spraw zagranicznych (2008–2012)[240]
  - Lucy Scarbrough – amerykańska pianistka[241]
  - Sushant Singh Rajput – indyjski aktor, tancerz, przedsiębiorca i filantrop[242]
  - Keith Tippett – brytyjski pianista jazzowy, aranżer i kompozytor[243]
  - Aloiza Zacharska-Marcolla – polska malarka, nauczycielka, Zasłużony Obywatel Miasta Opola[244][245]
- 13 czerwca
  - Tadeusz Chojnacki – polski biochemik, profesor nauk przyrodniczych[246]
  - Jerzy Juszczak – polski zootechnik, specjalizujący się w hodowli i chowie bydła, prof. dr hab., rektor Akademii Rolniczej we Wrocławiu (1986–1990)[247]
  - Sabiha Khanum – pakistańska aktorka[248]
  - Stanisław Karnacewicz – polski dziennikarz[249]
  - Zygfryd Korpalski – polski rzeźbiarz[250]
  - Mike McCormick – amerykański baseballista[251]
  - Mohammed Nasim – bengalski polityk, minister spraw wewnętrznych (1999–2001) i zdrowia (2009–2014)[252]
  - Edén Pastora – nikaraguański działacz rewolucyjny i polityk związany z sandinistami[253]
  - Maurice Rajsfus(inne języki) – francuski pisarz i historyk[254]
  - Jean Raspail – francuski pisarz i podróżnik, laureat nagród literackich[255]
  - Jörg Schröder – niemiecki pisarz i wydawca[256]
  - Władysław Sukiennik – polski rzeźbiarz i konserwator zabytków, działacz pszczelarski[257]
  - Pramono Edhie Wibowo – indonezyjski generał, dowódca armii (2011–2013)[258]
- 12 czerwca
  - Janusz Augustynowicz – polski geodeta, działacz NOT i SGP, kawaler orderów[259][260]
  - Włodzimierz Bednarski – polski aktor[261]
  - Adam Chrzanowski – polski i kanadyjski geodeta[262]
  - Krzysztof Duniewski – polski działacz samorządowy, prezydent Świdnicy (1991–1994)[263]
  - Richard Gallon – francuski paralotniarz[264]
  - Lino Garavaglia – włoski duchowny katolicki, biskup[265]
  - Lucyna Jóźwik – polska nauczycielka, dama orderów[266]
  - Zyta Kwiecińska – polska pisarka i redaktorka[267]
  - William S. Sessions – amerykański prawnik i urzędnik państwowy, dyrektor FBI (1987–1991)[268]
  - Emmy Schörg – austriacka aktorka[269]
  - Erik Tohvri – estoński pisarz[270]
  - Ricky Valance – walijski piosenkarz[271]
  - Perfecto Yasay Jr. – filipiński polityk i prawnik, p.o. ministra spraw zagranicznych (2016–2017)[272]
- 11 czerwca
  - Katsuhisa Hattori – japoński kompozytor muzyki klasycznej[273]
  - Emmanuel Issoze-Ngondet – gaboński polityk, premier Gabonu (2016–2019)[274]
  - Rodolfo Machado – argentyński aktor[275]
  - Basil Meeking – nowozelandzki duchowny rzymskokatolicki, biskup[276]
  - Dennis O’Neil – amerykański autor komiksów i powieści[277]
  - Szymon Rogalski – polski muzyk oraz kierownik muzyczny[278]
  - Rosa María Sardà – hiszpańska aktorka[279]
  - Stanisław Wielec – polski muzyk i twórca ludowy[280]
  - Mel Winkler – amerykański aktor[281]
  - Jerzy Zarychta – polski piłkarz[282][283]
- 10 czerwca
  - Michel Bellen – belgijski seryjny zabójca[284]
  - Hans Cieslarczyk – niemiecki piłkarz[285]
  - Rosita Fornés – amerykańsko-kubańska aktorka[286]
  - Józef Jakubowski – polski inżynier, uczestnik II wojny światowej w szeregach AK, kawaler orderów[287]
  - Stanisław Kuch – polski łyżwiarz szybki[288]
  - Anita Linda – filipińska aktorka[289]
  - Elżbieta de Massy – monegaska arystokratka z rodu Grimaldich[290]
  - Hans Mezger – niemiecki inżynier związany z Porsche[291]
  - Miliky MiCool – ghańska aktorka[292]
  - Mr. Wrestling II – amerykański wrestler[293]
  - Eberhard Möbius – niemiecki aktor i satyryk[294]
  - Talat Özkarslı – turecki piłkarz[295]
  - Milorad Radovanović – serbski językoznawca, członek Serbskiej Akademii Nauk i Sztuk[296]
  - Sarunyoo Wongkrachang – tajski aktor[297]
- 9 czerwca
  - Parviz Aboutaleb – irański piłkarz i trener[298]
  - Łukasz Appel – polski jeździec i szkoleniowiec, członek kadry narodowej[299][300]
  - Youssef Béchara – libański duchowny maronicki, biskup[301]
  - Paul Chapman – walijski gitarzysta rockowy, członek zespołu UFO[302]
  - Pau Donés – hiszpański piosenkarz[303]
  - Włodzimierz Fiszer – polski specjalista w zakresie nauk rolniczych, prof. dr hab. rektor Akademii Rolniczej w Poznaniu (1982–1990)[304]
  - Ödön Földessy – węgierski lekkoatleta, medalista olimpijski (1952)[305]
  - Ain Kaalep – estoński pisarz, językoznawca i tłumacz[306]
  - Kim Ch’ang Sŏp – północnokoreański polityk i działacz partyjny[307]
  - Krystyna Krupska-Wysocka – polska reżyser filmowa, aktorka[308]
  - Francis Lagan – irlandzki duchowny rzymskokatolicki, biskup[309]
  - Stanisław Roszkowski – polski zawodnik i trener pchnięcia kulą[310]
  - Jas Waters – amerykańska dziennikarka oraz scenarzystka, reżyserka i producentka[311]
  - Eppie Wietzes – kanadyjski kierowca wyścigowy[312][313]
  - Adam Wodnicki – polski malarz, pisarz i tłumacz literatury, prorektor Akademii Sztuk Pięknych im. Jana Matejki w Krakowie[314]
- 8 czerwca
  - Klaus Berger – niemiecki teolog protestancki i katolicki[315]
  - Alfred Bondos – polski działacz samorządowy, a w okresie PRL działacz opozycji, kawaler orderów[316][317]
  - Tony Dunne – irlandzki piłkarz i trener[318]
  - Manuel Felguérez – meksykański twórca sztuki abstrakcyjnej[319]
  - Maggie Fitzgibbon – australijska aktorka i piosenkarka[320]
  - Marion Hänsel – francusko-belgijska reżyser i scenarzystka filmowa[321]
  - Marian Kallas – polski historyk prawa, prof. dr hab.[322]
  - Pierre Nkurunziza – burundyjski polityk, prezydent tego państwa od 2005 roku[323]
  - Lillemor Östlin – szwedzka pisarka[324]
  - Aspasia Papathanasiu – grecka aktorka[325]
  - Bonnie Pointer – amerykańska piosenkarka soulowa, R&B, disco i funk, wokalistka zespołu The Pointer Sisters[326]
  - Marian Truszczyński – polski lekarz weterynarii, prof. dr hab., członek rzeczywisty PAN[327]
  - Stefan Wodeniczarow – bułgarski inżynier i polityk, minister edukacji (2013), prezes Bułgarskiej Akademii Nauk[328]
- 7 czerwca
  - Leszek Blumczyński – polski bilardzista i lekkoatleta[329][330]
  - Paweł Franaszek – polski kajakarz[331]
  - Hubert Gagnon – kanadyjski aktor[332]
  - Józef Gruszka – polski polityk, rolnik i samorządowiec, poseł na Sejm, szef komisji śledczej ds. PKN Orlen[333]
  - Bolesław Jakowlew – polski specjalista w zakresie inżynierii materiałowej, prof. dr inż.[334][335][336]
  - Péter Marót – węgierski szermierz, szablista[337]
  - Piotr Matusak – polski historyk, prof. dr hab.[338][339]
  - Alan Metter – amerykański reżyser filmowy[340]
  - Chiranjeevi Sarja – indyjski aktor[341]
  - Janina Szczepańska – polska specjalistka w zakresie ochrony środowiska i planowania przestrzennego, dr inż. wykładowca akademicki, dama orderów[342]
  - Terêza Tenório – brazylijska pisarka i poetka[343]
- 6 czerwca
  - Paweł Antkowiak – polski politolog, dr hab.[344]
  - Adam Jarosz – polski historyk literatury, biografista, bibliograf i edytor[345][346]
  - Jordi Mestre – hiszpański aktor i model[347]
  - Bohdan Błażewicz – polski kompozytor[348][349][350]
  - Wojciech Okrasiński – polski matematyk, prof. dr hab.[351]
  - Stanko Orlović – chorwacki piłkarz i trener[352]
  - Krystyna Płatakis-Rysak – polska lekarka i współorganizatorka służby zdrowia, pediatra, działacz społeczny i kombatancki, dama orderów[353]
  - Ramadan Szallah – palestyński ekonomista, działacz militarny, sekretarz generalny Palestyńskiego Islamskiego Dżihadu (1995–2018)[354]
  - Eduard Szajchulin – rosyjski żużlowiec[355][356]
  - Andrea Veggio – włoski duchowny rzymskokatolicki, biskup pomocniczy Werony[357]
- 5 czerwca
  - Leopold Dzikowski – polski dziennikarz i fotoreporter[358][359]
  - Boris Gaganełow – bułgarski piłkarz[360]
  - Jiří Hanák – czeski dziennikarz, sygnatariusz Karty 77[361]
  - Tomisaku Kawasaki – japoński pediatra, który jako jeden z pierwszych opisał chorobę Kawasakiego[362]
  - Wilhelm Kraus – bułgarski polityk i przedsiębiorca, minister transportu (1997–1999)[363]
  - Ved Marwah – indyjski oficer policji, gubernator stanów Manipur, Mizoram i Jharkhand[364]
  - James Albert Murray – amerykański duchowny katolicki, biskup[365]
  - George Murry – amerykański duchowny katolicki, biskup[366]
  - Andrzej Ostrowski – polski dziennikarz i działacz opozycji w okresie PRL[367][368]
  - Józef Rembisz – polski oficer, kmdr dypl. w st. spocz., twórca i dowódca Jednostki Wojskowej Formoza[369][370]
  - Bogusław Saliwka – polski żołnierz, uczestnik II wojny światowej, działacz kombatancki, kawaler orderów[371]
  - Kurt Thomas – amerykański gimnastyk, trzykrotny mistrz świata[372]
  - Marian Tomaszewski – polski żołnierz, sybirak, weteran II wojny światowej i działacz polonijny[373][374]
- 4 czerwca
  - Marcello Abbado – włoski pianista, kompozytor[375]
  - Basu Chatterjee – indyjski reżyser filmowy[376]
  - Rupert Hine – brytyjski muzyk, autor tekstów, producent muzyczny[377]
  - Michaił Kokszenow – rosyjski aktor, reżyser i producent filmowy[378]
  - Jerzy Łączyński – polski lekarz i samorządowiec, Honorowy Obywatel Piaseczna[379]
  - Józef Łyżwa – polski żołnierz konspiracji niepodległościowej w czasie II wojny światowej oraz powojennego podziemia antykomunistycznego, kawaler orderów[380][381]
  - Steve Priest – brytyjski gitarzysta, członek zespołu Sweet[382]
  - Pete Rademacher – amerykański bokser[383]
  - Bixente Serrano Izko – hiszpański polityk i historyk narodowości baskijskiej[384]
- 3 czerwca
  - Bogdan Dębski – polski specjalista w zakresie biochemii zwierząt, prof. dr hab.[385][386]
  - Abdelmalek Droukdel – algierski terrorysta, założyciel Al-Ka’idy Islamskiego Maghrebu[387]
  - Bruce Jay Friedman – amerykański scenarzysta[388]
  - István Kausz – węgierski szermierz, szablista[389]
  - John Luk Jok – południowosudański polityk, minister sprawiedliwości i spraw afrykańskich (2011–2020)[390]
  - Tadeusz Łakomy – polski nauczyciel i regionalista, kawaler orderów[391]
  - Jerzy Łukaszewski – polski i belgijski prawnik, politolog i dyplomata, rektor Kolegium Europejskiego, ambasador RP we Francji[392][393]
  - Jonathan Robinson – kanadyjski duchowny rzymskokatolicki, publicysta[394]
  - Mário Rino Sivieri – włoski duchowny katolicki, biskup[395]
- 2 czerwca
  - John Cuneo – australijski żeglarz sportowy[396]
  - Agron Fico – albański językoznawca[397]
  - Roberto Gervaso – włoski dziennikarz i pisarz[398]
  - Zbigniew Grzegorz Kalinowski – polski przedsiębiorca, Honorowy Obywatel Miasta Koniecpol[399]
  - Henadź Mardas – białoruski piłkarz[400]
  - Desmond Moore – australijski duchowny katolicki, biskup[401]
  - Jacques Noyer – francuski duchowny katolicki, biskup[402]
  - Marian Słowiński – polski żołnierz, major WP w stanie spoczynku, uczestnik II wojny światowej, kawaler orderów[403]
  - Héctor Suárez – meksykański aktor i komik[404]
  - Carlo Ubbiali – włoski motocyklista, dziewięciokrotny mistrz świata w wyścigach motocyklowych[405][406]
  - Wes Unseld – amerykański koszykarz i trener[407]
  - Jan Zeeman – holenderski przedsiębiorca[408]
- 1 czerwca
  - Barnaba – rosyjski biskup prawosławny[409]
  - Alain Bernard – francuski kolarz i działacz sportowy[410]
  - Andrzej Bors – polski dziennikarz[411]
  - Jimmy Capps – amerykański muzyk country, gitarzysta zespołu The Nashville A-Team[412]
  - Stanisław Ciepla – polski śpiewak ludowy (dunajnik), społecznik[413][414]
  - Asif Farrukhi – pakistański pisarz[415]
  - Marian Filar – polski prawnik i polityk, profesor nauk prawnych, prorektor Uniwersytetu Mikołaja Kopernika w Toruniu[416]
  - Joey Image – amerykański perkusista, członek zespołu The Misfits[417]
  - Janez Kocijančić – słoweński polityk i działacz sportowy, b. prezes Słoweńskiego Komitetu Olimpijskiego[418]
  - Jolanta Kowalska – polska zawodniczka piłki ręcznej[419]
  - Javier Alva Orlandini – peruwiański polityk, wiceprezydent Peru (1980-1985)[420]
  - Peter Pavlovič – słowacki piłkarz i trener[421]
  - Piotr Rocki – polski piłkarz[422]
  - Hans-Jörg Schwenk – niemiecki językoznawca, prof. dr hab.[423]
  - Pedro Ercílio Simon – brazylijski duchowny katolicki, biskup[424]
  - Myrosław Skoryk – ukraiński kompozytor[425]
  - Barbara Ścigalska – polska agronom, dr hab.[426][427]

- data dzienna nieznana
  - Barbara Brodowska-Właźlińska – polska działaczka społeczna i samorządowa[428][429]
  - Martin Holmes – angielski dziennikarz i pilot rajdowy[430][431]
  - Siarhiej Kuzniacou – białoruski zawodnik trójboju siłowego[432]
  - Reidar Lindqvist – norweski piłkarz i dziennikarz[433]
  - Angela Madsen – amerykańska zawodniczka w pchnięciu kulą i rzucie oszczepem, medalistka paraolimpijska[434][435]
  - Urszula Moroń – polska działaczka kulturalna, popularyzatorka folkloru[436][437]
  - Helena Polewaczyk – polska nauczycielka, działaczka społeczna oraz związkowa, dama orderów[438][439]
  - Aleksandra Rutkowska-Szwed – polska nauczycielka, działaczka społeczna i partyjna[440]
  - Wiktor Sznurowski – polski pilot szybowcowy, samolotowy i śmigłowcowy, członek szybowcowej kadry narodowej, medalista mistrzostw Polski[441]
  - Robert Walley – brytyjski ginekolog, działacz ruchu pro-life[442][443]